# Forserums landskommun
Forserums landskommun var en tidigare kommun i Jönköpings län.

## Administrativ historik
När 1862 års kommunalförordningar trädde i kraft den 1 januari 1863 inrättades i Forserums socken i Tveta härad i Småland denna kommun.
I kommunen inrättades 24 oktober 1890 Forserums municipalsamhälle. 
Vid den riksomfattande kommunreformen 1952, då antalet kommuner minskade från 2 498 till 1037, bildade den storkommun genom sammanläggning med den tidigare kommunen Barkeryd, samtidigt upplöstes municipalsamhället.
Den 1 januari 1953 överfördes från Forserums landskommun och församling till Malmbäcks landskommun och församling området Bretoft med 13 invånare och omfattande en areal av 2,74 km², varav 2,70 land.
Nästa indelningsreform innebar att kommunen upplöstes den 1 januari 1971 och att området gick upp i Nässjö kommun.
Kommunkoden 1952–70 var 0612.

### Kyrklig tillhörighet
I kyrkligt hänseende tillhörde landskommunen Forserums församling. 1952 tillkom Barkeryds församling. Sedan 2010 bildar dessa två Barkeryd-Forserums församling.

## Geografi
Forserums landskommun omfattade den 1 januari 1952 en areal av 161,52 km², varav 154,18 km² land. Efter nymätningar och arealberäkningar färdiga den 1 januari 1957 omfattade landskommunen den 1 november 1960 en areal av 158,47 km², varav 151,93 km² land.

### Tätorter i kommunen 1960
| Tätort              | Folkmängd |
| ------------------- | --------- |
| Forserum            | 1 617     |
| Äng                 | 263       |
| Fredriksdal, del av | 236       |

Tätortsgraden i kommunen var den 1 november 1960 59,1 procent.

## Politik

### Mandatfördelning i valen 1938–1966
| 16 | 4 | 5 |

| 24 |

| 14 | 6 | 4 |  |

| 25 |

|  | 13 | 5 | 4 | 2 |

| 25 |

| 17 | 9 | 8 |  |

| 35 |

| 15 | 2 | 7 | 7 | 4 |

| 34 |

| 15 |  | 9 | 5 | 5 |

| 34 |

| 16 |  | 9 | 6 | 3 |

| 33 |

| 15 | 10 | 5 |  | 4 |

| 32 |